# Lecia & Lucienne
Lecia og Lucienne var en dansk duo bestående af søstrene Lecia Sundstrøm Jønsson (Født 1948) og Lucienne Sundstrøm (født 1951)
Duoen startede ved en amatørkonkurrence på Damhuskroen i Rødovre og deltog herefter ved Egon Hagensens amatørunderholdning, "Underholdningsbussen" i 1961-62. Under turnéen med Underholdningsbussen turnerede de og deltog i et hav af amatørkonkurrencer og vandt ikke mindre end 43 på bare to år. I årene '63-'64 optrådte de sammen med The Treffters, som havde Peter Belli som forsanger. I 1964 udkom deres første album, med to sange skrevet af Otto Brandenburg og Nat Russel. Søstrene blev i 1965 engageret som korpiger til Johnny Reimar og The Scarlets, og overtog i august 1965 Johnny Reimars plads som forsangere i The Scarlets, der nu kunne tage et større internationalt repertoire på programmet. The Scarlets indspillede flere plader, hvor specielt skal nævnes indspilningerne fra 1969, den amerikanske komponist, Jim Webbs sang, Wichita Lineman. Duoen optrædte endvidere som kor for bl.a. Pedro Biker, Grethe og Jørgen Ingmann, Birthe Kjær og Bjørn Tidmand.
Duoen fik i 1973 en pladekontrakt med Metronome. På Metronome indspille Lecia & Lucienne en række schlagere, der opnåede stor succes på dansktoppen, "Rør ved mig" (en dansk udgave af det spanske bidrag til Melodi Grand Prix i 1973 "Eres Tú") og "Waterloo"" (dansk udgave af ABBA's Grand Prix-vinder fra 1974. Duoens første album, På vej blev udsendt i 1974 og fulgt op i 1975 med Dansktoppen I 5 år, et album med genindspilninger af dansktopsange. I efteråret 1975 indspillede duoen albummet Topmøde med de gendannede The Rocking Ghosts i 1975. Samme år udgav duoen albummet Rør ved Mig, der indeholdt en række danske fortolkninger af udenlandske slagere, herunder singlerne "Rør ved Mig", "Waterloo".
Duoen skiftede senere pladeselskab til EMI og udsendte i 1978 albummet Sister to Sister med engelsksproget materiale. Lecia & Lucienne deltog i Dansk Melodi Grand Prix i 1979 med sangen "Dit Liv, Mit Liv" og igen i 1980 med med sangen "Bye Bye" skrevet af Keld Heick og Tommy Seebach.
Herefter gik duoen hver til sit, og Lecia startede efterfølgende i duoen Laban, sammen med Ivan Pedersen.

## Diskografi
- På vej (Metronome, 1974)
- Dansktoppen I 5 år (Metroneme, 1975)
- Topmøde (med The Rocking Ghosts) (Metronome, 1975)
- Rør ved Mig (Matronome, 1975)
- Sister To Sister (EMI, 1978)
- L&L (EMI, 1980)